# Тур'янка
Тур'я́нка, Тужанка — річка в Україні, в межах Долинського району Івано-Франківської області та (частково) Стрийського району Львівської області. Права притока Свічі (басейн Дністра).

## Опис
Довжина Тур'янки 38 км, площа басейну 105 км². Річка у верхній течії типово гірська, зі швидкою течією. Річище слабозвивисте з численними перекатами і кам'янистим дном. Бувають повені, інколи досить руйнівні. Споруджено кілька ставів, зокрема став у місті Долині.

## Розташування
Витоки розташовані на південь від міста Долини, серед північно-західних відрогів Ґорґан (Українські Карпати). Тече на північ і північний схід. Впадає до Свічі на північ від села Зарічне.
Притоки: Тростянчик, Дрижин (ліві).